# Geodætisk Institut
Geodætisk Institut (til daglig kaldet GI) var en dansk statslig kartografisk virksomhed, som i årene 1928-1988 varetog geodætisk opmåling og fremstilling af topografiske kort.
I forbindelse med en geodætisk nymåling af Danmark i 1930-erne indførte Geodætisk Institut System 34, et dansk koordinatsystem som var i anvendelse helt til slutningen af det 20. århundrede. I 1930-erne indledtes også en kortlægning af det indtil da kun sporadisk kortlagte Grønland, som noget nyt især ud fra luftfotos og fotogrammetrisk udtegning. På samme tid genoptog man Generalstabens topografiske Afdelings afbrudte kortlægning af Island.
Efter Danmarks indtræden i NATO begyndte man midt i 1950-erne at udskifte det danske grundkort, bestående af 835 målebordsblade i målestok 1:20.000, med 406 blade i målestok 1:25.000, 4 cm-kortet. Over en 20-årig periode blev hele Danmark rekognosceret af topografer i marken, så de nye kort kunne blive helt opdaterede. En stor del af de nye kortblade blev i 1960-erne og 70-erne udtegnet fotogrammetrisk ud fra luftfotos.
Kortene blev oprindeligt fremstillet ved offset-tryk i tre eller fire farver af papiroriginaler rentegnet med tusch, men i 1970-erne gik man over til gravure-teknik på plasticfilm, i op til seks farver.
De tidligere så tidskrævende geodætiske beregninger blev fra begyndelsen af 1960-erne udført på computer, hvilket åbnede helt nye muligheder for behandling af store datamængder og øget nøjagtighed.
Det 20. århundredes rivende teknologiske udvikling afspejles tydeligt i Geodætisk Instituts historie, og denne højteknologiske og meget specialiserede virksomhed var førende på en række forskellige områder.

## Forhistorie og oprettelse
Fremstilling af danske landkort blev fra midten af 1700-tallet varetaget af Det kongelige Danske Videnskabernes Selskab. I første halvdel af 1800-tallet overtog militæret kortlægningen, som frem til 1920-erne lå hos to institutioner under Krigsministeriet, nemlig Den danske Gradmaaling, oprettet i 1816, som beskæftigede sig med den overordnede geodætiske opmåling, og Generalstabens topografiske Afdeling (eller GtA), oprettet i 1842, som fremstillede kort ud fra detailopmålinger i felten, med gradmålingens 1. ordens triangulationsnet som udgangspunkt. I 1923 blev professor N.E. Nørlund direktør for Den danske Gradmaaling, og efter hans forslag om sammenlægning af de to institutioner oprettedes ved lov af 31. marts 1928 Geodætisk Institut som et civilt institut under Krigsministeriet (som i 1950 skiftede navn til Forsvarsministeriet). Instituttets opgaver præciseredes i lovens § 2: "Geodætisk Institut har til opgave at udføre geodætiske videnskabelige arbejder, udgive geodætiske publikationer, bestride landets opmåling samt udgive kort over riget. Det påhviler endvidere instituttet at forsyne hæren med fornødent kortmateriale".

## Arbejdsområder
Geodætisk Institut var inddelt i disse afdelinger:
- Administrativ Afdeling
- Geodætisk Afdeling I (GA1)
- Geodætisk Afdeling II (GA2)
- Seismisk Afdeling
- Topografisk Afdeling
- Teknisk Afdeling

Oprindeligt beskæftigede de to geodætiske afdelinger sig med de aktiviteter, som tidligere havde ligget under hhv. Den danske Gradmaaling og Generalstabens topografiske Afdeling. Det største antal medarbejdere var beskæftigede i Topografisk og Teknisk Afdeling, som tog sig af hhv. detailopmålinger i felten og kortproduktion på tegnestuer. I begyndelsen af 1960-erne havde Geodætisk Institut ca. 350 ansatte, et antal der i 1977 var faldet til ca. 275.

### Geodæsi
En af det nye instituts første store opgaver var gennemførelsen af en nyopmåling af førsteordens triangulationsnettet, i første omgang til brug ved detailmåling af landet, men også med henblik på at forbinde det danske net med nabolandenes. Her var opmærksomheden især rettet mod den Baltiske geodætiske Kommission, oprettet i 1924 af landene rundt om Østersøen, som havde til opgave at gennemføre en ensartet triangulation rundt om dette farvand, så de forskellige landes geodætiske systemer kunne koordineres. Som en del af nymålingen af førsteordensnettet gennemførtes også astronomiske målinger og azimut-målinger, bl.a. fra det astronomiske observatorium i Buddinge, som valgtes som nettets hovedstation. Der blev også udført tyngdemålinger med pendulapparater, til brug ved bestemmelse af lodafvigelser. Nyopmålingen var færdig i 1934, og på baggrund heraf indførtes et nyt koordinatsystem til brug ved kortproduktion, System 34. Man vedblev med at bruge dette system også efter, at UTM-systemet blev indført i 1950-erne, og System 34 var i anvendelse helt til man i 2000 gik over til KP2000.
Efter færdigmålingen af førsteordensnettet begyndte arbejdet med at indmåle koordinater for detailstationer, dvs. anden-, tredje- og fjerdeordenspunkter mellem førsteordenspunkterne. Sideløbende med dette arbejde indmålte Geodætisk Institut punkter for Matrikeldirektoratet, som ønskede sig et jævnt net af koordinatsatte punkter langs alle Danmarks landeveje.
GI kom naturligvis i sit opmålingsarbejde i kontakt med mange mennesker rundt om i Danmark, hvilket sjældent medførte problemer. Da man i 1930-erne gennemførte en revision af nivellementet i jyske byer, og tilbød stadsingeniøren i en bestemt by et vederlagsfrit nyt nivellement, mødtes man med "...megen skepsis og liden tiltro til instituttets reelle hensigter, og tilbuddet blev da heller ikke modtaget. Først ved næste stadsingeniørskifte blev forhandlingerne genoptaget og arbejdet iværksat".

#### Den tyske besættelse
I 1940 førte den tyske besættelse til øget arbejdsløshed i Danmark, og den danske regering iværksatte i disse år diverse beskæftigelsesprojekter, bl.a. inddæmningen af Vestamager og byggeriet af Lammefjordsdæmningen. Også Geodætisk Institut ansatte, efter henstilling fra regeringen og nogen tøven fra instituttets side, et antal arbejdsløse, som dog muliggjorde at man kunne give sig i kast med mere ressourcekrævende opgaver. Det drejede sig dels om præcisionsnivellementet, dels en moderne arkivering af Generalstabens fortegnelse over fikspunkter.
Besættelsesmagten krævede, at Geodætisk Institut udleverede sit arkiv over fikspunkter, så disse kunne bruges til udbygning af Det tredje Riges geodætiske arkiv. Man var dog henholdende med at udlevere data, og der blev i al væsentlighed kun udleveret data fra de nye System 34-målinger, data som oven i købet bevidst blev fejlbehæftede, inden de blev udleveret.

#### Andet præcisionsnivellement
Den danske Gradmaaling gennemførte i årene 1885-1904 det første præcisionsnivellement i Danmark, til præcis fastlæggelse af havniveauet og dermed kote 0. De mange medarbejdere på GI under Anden Verdenskrig gjorde det muligt at påbegynde en tiltrængt revision af nivellementet. Som optakt hertil gennemførte man allerede i slutningen af 1930-erne et antal hydrostatiske nivellementer på tværs af de danske sunde og bælter, sådan at man kunne benytte samme reference overalt i landet. Vha. lange slanger eller kabelrør fra kyst til kyst og det fysiske princip om forbundne kar førtes nivellementet i 1938 på tværs af Storebælt og året efter på tværs af Øresund. Det andet præcisionsnivellement afsluttedes i 1953, og et resultat af målingerne var, at det blev muligt at bestemme den sekulære variation i det danske havniveau, dvs. den isostatiske landhævning, som er en følge af istidens ophør og som stadig foregår i dag.

#### Computernes indtog
Inden for geodæsi er målenøjagtighed altafgørende. Gennem århundreder har geodæter bestræbt sig på dels at beskrive jordklodens form så matematisk nøjagtigt som muligt, dels at udvikle stadigt nøjagtigere måleinstrumenter. Endnu en måde at øge nøjagtigheden på er at gentage de enkelte målinger et (stort) antal gange, og dernæst lave statistisk udjævning og midling af de mange måleresultater.
På Geodætisk Institut brugte man, bl.a. efter opmålingen af System 34-punkterne, ganske lang tid på beregningsarbejde, så de nye punkter kunne koordinatsættes med tilfredsstillende nøjagtighed. Disse beregninger blev nemlig foretaget i hånden, dog efterhånden suppleret med mekaniske regnemaskiner. I begyndelsen af 1950-erne nødvendiggjorde NATO-samarbejdet, at de ca. 30.000 punkter, som var koordinatsatte i System 34, skulle transformeres til UTM-koordinater, et arbejde som man anslog det ville have taget to mand ca. 3 år at udføre. En gruppe medarbejdere i afdeling GA1 fik i 1953 overtalt ledelsen til at leje en for sin tid avanceret elektronisk regnemaskine, en IBM 602A Calculating Punch, og efter man havde lært sig at skrive programmel til maskinen, fik man på forholdsvis kort til udført det store beregningsarbejde. Man opdagede samtidig nye anvendelsesområder for elektroniske beregninger, og efterhånden opstod ønsket om at få rådighed over en egentlig computer, eller datamat.
I 1956 byggede Regnecentralen Danmarks første datamat, kaldet DASK, og i 1958 indgik Geodætisk Institut og Regnecentralen en aftale om udvikling og bygning af en datamat specielt designet til geodætiske beregninger. Resultatet blev i 1961 præsenteret i form af GIER, Danmarks første computer bygget med transistorer. Op gennem 1960-erne løste GIER en række store beregningsopgaver, som bl.a. omfattede nøjagtigere koordinatsætning af både danske, færøske og grønlandske punkter. Nøjagtigheden kunne dels øges pga. den stærkt øgede regnekapacitet, dels fordi beregningerne viste, at det oprindelige observationsmateriale fra feltmålingerne var af fremragende kvalitet. Omkring 1970 var GIER dog blevet forældet, og man anskaffede i stedet en RC4000, og senere en RC8000, også bygget af Regnecentralen.

### Seismologi
Den danske Gradmaaling tog i midten af 1920-erne initiativ til oprettelse af seismiske målestationer i Danmark og Grønland, og i vinteren 1926-27 blev den første station åbnet i Rødovre, på Københavns Befæstnings anlæg, også kendt som Vestvolden. Senere oprettede Geodætisk Institut stationer i Ivigtut og Scoresbysund i Grønland, foruden stationer i Mønsted kalkmine, Gilleleje, Stevns og på Bornholm. Disse stationer kunne vha. fintmærkende udstyr registrere jordskælv overalt på kloden og brugtes bl.a. til beregning af, hvor kraftige skælvene var og hvor de fandt sted. Seismolog og statsgeodæt Inge Lehmann brugte i 1930-erne de mange data fra målestationerne til at udvikle sin banebrydende teori om at jordens kerne er opbygget af en flydende ydre og en fast indre del.

### Topografi og kartografi
Langt det mest omfattende arbejdsområde var fremstillingen af landkort, i første omgang til militært brug, men fra 1930-erne i stigende grad også til civilt brug. Topograferne i Topografisk Afdeling tog normalt hver sommer på rekognoscering og opmåling i felten, for så den følgende vinter at medvirke ved rentegning af kortene. Topografer udførte også fotogrammetrisk udtegning fra luftfotos. Kartografer, litografer og grafiske trykkere i Teknisk Afdeling sørgede for fremstilling af de færdige landkort.

Om forholdet mellem topografer og kartografer har den schweiziske kartograf Eduard Imhof skrevet: 

En god topograf er ikke altid en god kartograf. Topografens hjerte tilhører naturen, ikke papiret. Hans blik er rettet mod landets fænomener, ikke på dets formindskede billede. Hans ørneøjne, hans stikpasser og hans sylespidse blyant forleder ham til at tro, at kortlæseren har samme skarpsindighed og samme interesse for enhver sten. Enhver detalje synes ham vigtig. Generalisering betyder for ham falskhed. Han mangler sansen for målestoksforholdet.
Kartografen er på fagets vegne en hjemmefødning. Hans arbejde binder ham til tegnebordet, men hans motiv er landskabet. Derfor skal han lære dets karakteristiske former og farver at kende, ikke kun fra bøger, men fra naturen selv.

#### Uddannelse og lærebøger
Bl.a. pga. landets størrelse har der aldrig eksisteret en skolebaseret topograf-uddannelse i Danmark. Langt de fleste topografer var ansat på Geodætisk Institut, og det var her, topografer blev uddannet, helt frem til slutningen af 1970-erne i en slags mesterlære, efter devisen vise - forklare - øve. Hvert år optog instituttet omkring en halv snes topografelever, som gennemgik en praktisk oplæring i opmålingsteknik og terrænkendskab, inden de efter nogle måneder sendtes på feltarbejde, såkaldt udkommando, under ledelse af erfarne militære og senere civile topografer. Man brugte sit eget undervisningsmateriale, i form af forskellige hæfter, kompendier og bøger:
- Generalstabens Topografiske Afdeling (1922): Maalerbog (ca. 90 sider)
- F.O. Jørgensen (1929): Lærebog i Opmaaling til Brug ved Undervisningen i Officersskolens Officersklasse
- Laurits Bruhn (1947): Topografisk Måling I og II
- C.C.L. Larsson (1955): Orienteringskompendie (om fotogrammetri)
- Topografforeningen (1963): Håndbog for Topografer (om topografi og kartografi)
- Fritz Buchwald (1972): (to lærebøger i fotogrammetri)

I 1978 enedes Topografforeningen og Topografisk Afdelings ledelse om at indføre en mere moderne og struktureret topograf-uddannelse, med det overordnede formål at:
- sikre en effektiv, rationel og relevant produktion,
- tilgodese medarbejdernes behov for faglig og personlig udvikling,
- fastholde og udbygge instituttets position på et højt kartografisk niveau.[24]

#### Spændinger mellem faggrupper og køn
Selvom Geodætisk Institut var en civil institution, gjorde tilhørsforholdet til Krigsministeriet og arven fra den rent militære forgænger Generalstabens topografiske Afdeling, at det var officerer og officianter som helt frem til 1960-erne beklædte lederstillingerne, herunder ledelse af måleholdene i marken og kartografer og litografer på tegnestuerne. Dette førte til spændinger mellem den militære ledelse og de underordnede civile topografer, topografassistenter og kartografer, som desuden de første mange år ikke steg i løn efter de var færdiguddannede. Som modtræk dannede det underordnede personale i 1933 en faglig forening, Foreningen af Topograf- og Lithografassistenter ved Geodætisk Institut, men først i 1939 fik man nogenlunde rimelige løn- og ferieforhold, bl.a. med anciennitetsbestemte løntrin. I 1946 blev det civile personale ligestillet med de øvrige statstjenestemænd og optaget i Statstjenestemændenes Centralorganisation II, de såkaldte 'guldsnore'.
De følgende år var dog stadig præget af konflikter mellem militært og civilt personale, til dels pga. opsparede frustrationer fra instituttets første år, hvor en autoritær og konservativ ledelse havde stået overfor frustrerede medarbejdere. Også forholdet mellem topografer og lithografer var i perioder spændt, hvilket førte til, at de civile medarbejderes faglige forening fra slutningen af 1940-erne til 1970 var delt i to.
Disse spændinger kom dog aldrig til at præge kortproduktionens kvalitet, idet både ledelse og medarbejdere altid følte sig forpligtet over for deres arbejdsopgaver.
Fremstilling af landkort var oprindeligt et udpræget mandefag, men allerede Generalstabens topografiske Afdeling havde fra omkring Første Verdenskrig kvindelige ansatte, som fungerede som rentegnere på tegnestuen. I midten af 1940-erne søgte de første kvinder ind som topografelever. De blev dog de første år afvist, bl.a. med henvisning til det fysisk hårde arbejde i marken. Desuden var der blandt både topografer og ledelse en uvilje mod at give kvinder adgang til topograf-faget. I 1953 blev de første kvindelige topografelever optaget på uddannelsen, men helt frem til uddannelsen blev nedlagt omkring 1990 var kvindelige topografer et særsyn.

#### Arbejde i marken
Topograferne udførte normalt deres rekognosceringsarbejde, var på udkommando, fra maj til september. Terrænet blev gennemgået på den måde, at hver topograf fik udleveret en kvart, dvs. et kvart målebordsblad klæbet op på en aluminiumsplade. Topografen bevægede sig nu rundt i terrænet og sammenlignede kortet med det virkelige terræn, og rettede kortet så det passede med virkeligheden. Topograferne kom rundt i terrænet på cykler, som på styret var forsynet med en kortholder og som havde en tæller til afstandsmåling monteret på forhjulet. Mindre afstande måltes ofte ved, at man talte skridt.
 Topografens arbejdsdag formede sig ofte således, at han cyklede ud i marken efter morgenmaden og rekognoscerede til middagstid. Efter frokosten eller middagen tegnede han til ved 14-tiden og så ud i terrænet igen i nogle timer. Efter aftensmaden tegnede man eller cyklede hen og besøgte en af kollegerne. En gang om ugen mødtes alle til et møde, hvor standeren [den ledende officer] informerede, der blev fordelt ny kvarter, og der blev stemt grænser af mellem de enkelte kvarter. Gifte tjenestemænd havde ret til frirejse til hjemmet hver anden weekend. Elever og ugifte måtte rejse hjem hver anden weekend for egen regning. Arbejdet var meget frit og selvstændigt og i kontakt med naturen. Var det regn eller hedebølge kunne man tegne i logiet, til vejret blev passende til at rekognoscere. Ulempen kunne være, at man var langt fra familie og venner, så det er især ugifte unge mennesker, der har rekognosceret kvarterne.

 Topografens rolle var at gå i marken og foretage en topografisk opmåling - en beskrivelse af området - og derefter sætte sig ved tegnebordet eller computeren for at redigere og tegne det færdige kort i henhold til vedtagne regler for netop dette eller hint korts særlige indhold og grafiske udseende. Ved topografiske opmålinger griber således måleteknik, indsamling af øvrige data og den kartografiske fremstilling, dvs. præsentationen af data, ind i hinanden. Topografen måtte være opmåler og kartograf på samme tid. … Den danske topograf adskilte sig derved fra mange af sine udenlandske kolleger, der normalt var uddannet til udelukkende at beskæftige sig med enten topografi eller kartografi.

I fritiden var orienteringsløb en yndet beskæftigelse for topograferne, og GI afholdt hvert år i september et mesterskabsstævne.

#### Fotogrammetrisk kortlægning
De første danske forsøg med at bruge luftfotos som topografisk datamateriale blev udført af GtA i det nys genforenede Sønderjylland i begyndelsen af 1920-erne. Under nymålingen hér i 1924-38 fik topograferne som noget nyt luftfotos med i felten, som kunne bruges som støtte til opmålingen. Da GI i 1928 anskaffede en aerokartograf til stereografisk kortudtegning, indledtes en ny æra i dansk kortfremstilling, idet det nu blev muligt at fremstille et detaljeret, målfast landkort udelukkende ud fra luftfotos. GI udførte omkring 1930 forskellige mindre forsøgsudtegninger ud fra luftfotos, men snart efter koncentreredes denne teknik omkring Grønlands opmåling, og det var først i 1960-erne, man for alvor gik i gang med fotogrammetrisk fremstilling af danske landkort.

#### Danmark i NATO
Danmarks indtræden i 1949 i NATO fik stor indflydelse på Geodætisk Instituts arbejde. De toneangivende amerikanere var vant til kort i 1:25.000 i UTM-projektion, og de ønskede et dansk kortmateriale i dette format. Derfor besluttede man på GI at oprette en ny kortserie til afløsning af målebordsbladene, nemlig 4 cm-kortet. Ud af ni målebordsblade (3 x 3) dannedes fire 4 cm-kort (2 x 2), sådan at et 4 cm-kort svarede til ét helt, to halve og ét kvart målebordsblad. Den første foreløbige serie 4 cm-kort, kaldet M814 og bestående af 402 kortblade, fremstilledes af den amerikanske Army Map Service ved, at man ganske enkelt nedfotograferede målebordsbladene fra 1:20.000 til 1:25.000.
Arbejdet med de nye 4 cm-kort indledtes i 1952, hvor afdeling GA1 omregnede alle målebordsbladenes hjørner til UTM-koordinater, til brug ved konstruktion af hjørnerne for de nye kort. Dernæst gik man i 1953 på Norddjursland i gang med rekognoscering i felten af rettelser til de nye kortblade, på grundlag af målebordsbladenes informationer. I 1974 blev man færdig med rekognoscering af Jylland. I resten af landet fremstilledes de nye kort ud fra fotogrammetrisk opmåling, som blev kompletteret i felten, et arbejde der blev afsluttet i 1976 på Lolland-Falster.

#### Grafisk arbejde
GtA fremstillede i begyndelsen sine kort ved kobbertryk, men da man i 1860-erne begyndte at udgive de 'høje' målebordsblade, foregik det ved fotolitografi, hvor originaltegningen fotografisk blev overført til en litografisk sten. Omkring 1900 gik man over til at bruge heliogravure, hvor det fotografisk overførte billede vha. en galvanisk proces kan overføres til en trykplade af zink eller aluminium. I 1928 gik det nyoprettede GI over til at bruge offset-tryk, hvorved man opnår mere ensartede tryk og en større trykkehastighed.

Om det grafiske arbejde med målebordsblade i GIs første tid har Teknisk Afdelings leder i 1970-erne T. Wenzel-Petersen skrevet:

[De reprotekniske processer] omfattede fotografering af den på papir rentegnede original, … overføring af negativet ved kopiering på en trykplade af metal, fremstilling af forskellige arbejdskopier (blåkopier, afklask etc.), samt prøvetryk, rettelse af trykplader og oplagstrykning.
Detailmålingen forelå … i form af målesektioner, der … svarede til et kvart målebordsblad. Målingen blev [i marken] udført på en aluminiumsplade, der var beklædt med svært tegnepapir for at modvirke papirkrympning, hvorfor det ikke var muligt at støde de 4 sammenhørende kvarter sammen til et fuldt målebordsblad. Det var nødvendigt at fotografere dem enkeltvis og overføre negativerne til såkaldte blåkopier på papir; disse blev samlet, spændt op over en med koordinatograf konstrueret målebordsramme og rentegnet med henblik på fornyet fotografering.
Denne fotografering skete i princippet som i dag i et særligt reproduktionskamera, hvor billedet af originalen stilles skarpt og kontrolmåles på en matskive. I modsætning til i dag måtte fotografen dog i hvert enkelt tilfælde selv fremstille sin plade ved at rense en glasplade og gyde den med en lysfølsom emulsion, der herefter blev belyst, fremkaldt, fikseret og overført til trykpladen. Ved trykning af mindre oplag anvendtes aluminiumsplader (fladtryk), ved større oplag zinkplader (offsettrykning).

Når den lineære trykplade var fremstillet, blev billedet ved hjælp af en trykproces overført i blå farve på en aluminiumsplade — [der blev] taget afklask — og der blev samtidig taget nogle sorte tryk på kalkerpapir. Afklaskene dannede grundlag for fremstillingen af de endelige farveplader, men der måtte først udarbejdes et nøjagtigt manuskript på de sorte tryk baseret på de fra marken hjemtagne farvebilag og andre informationer; resultatet heraf blev så overført til afklasket, hvor områder, der skulle trykkes i fuld farve, blev dækket helt af med tusch, medens de områder, der ikke skulle have fuld farve, fik pålagt stregraster.
Når samtlige farveplader — en for hver af de farver, som kortet skulle trykkes i — var udarbejdet, blev der taget prøvetryk, ved at samtlige plader under nøjagtig tilpasning blev trykt successive over hinanden, og når prøvetrykket var revideret, blev de enkelte rettelser — det være sig lineær-, navne-, eller farverettelser — udført på den respektive trykplade. Glemte eller nye objekter blev tilføjet ved tegning med en meget hård og spids blyant, hvorefter detaljen måtte duppes ind med trykfarve; borttapning af objekter skete ved afslibning med en spids griffel og ætsvæske. Denne rettelsesproces var et uhyre vanskeligt og tidskrævende arbejde, der stillede de største fordringer til erfaring og omhu; ikke mindst udførelsen af navnerettelser, der jo måtte ske spejlvendt og i kortets udgivelsesmålestoksforhold.

Fra midten af 1970-erne blev 4 cm-kort fremstillet vha. gravure-teknik, som afløste den traditionelle tuschtegning. Herom fortsætter T. Wenzel-Petersen:

[Dette arbejde] var baseret på anvendelse af plasticark (PVC), der blev anvendt dels som bærer af en elastisk og mere eller mindre [ugennemsigtig] hinde, der kan fjernes fra basen med et særligt graverinstrument, dels som bærer af lysfølsomme emulsioner. Førstnævnte betød i praksis, at den klassiske tegning med pen og tusch på papir gradvis kunne ophøre, medens sidstnævnte gav anledning til betydelige lettelser i kopierings- og fotograferingsprocesserne, hvor de tunge og skøre glasplader forsvandt som basismateriale. Disse forhold blev vurderet sammen med materialets målholdighed og de forventede mere bekvemme arbejdsprocesser, og efter flere praktiske forsøg besluttede instituttet i sommeren 1951 at etablere en særlig ”Plastic-Sektion” i den tekniske afdeling, hvor man skulle arbejde videre med metoden.
…
De rentegnede kvarter samles 9 og 9 til regulære 4 cm kort og nedfotograferes til det rette målestoksforhold 1: 25 000, og det herved fremkomne filmdiapositiv overføres ved kopiering spejlvendt til et matteret plasticark. Dette ark er herefter den egentlige, lineære original, men tillige grundlag for fremstilling af et antal forskellige arbejdsark som … stripping-ark, ledekopier for gravering etc.
Den lineære original fremstilles ved en kopiproces, hvor et plasticark gydes med en lysfølsom emulsion, og efter tørring lægges det i en kopiramme i tæt kontakt med filmdiapositivet. Efter en påfølgende belysning er de udækkede — og følgelig belyste — arealer blevet hærdet, medens de dækkede — og følgelig ubelyste — arealer kan opløses og fjernes med en fremkaldervæske. Efter indfarvning fremtræder plasticarket som et nøjagtigt positivt billede af filmdiapositivets stregtegning. På denne måde fremstilles såvel plasticoriginaler for lineærplan og navneplan som gravuregrundlag for fremstilling af kurve- og vandløbsplan. Det er også muligt at styre processen således, at man vender et positivt kopi-grundlag til et negativt billede. Dette gøres, når der skal fremstilles stripping-ark med det lineære billede som kopigrundlag.
Efter præparering og belysning af et plasticark fremkaldes dette, således at billedet står i ”klar streg”. Medens indfarvningen ved en positiv/positiv proces æder sig ned i plasticoverfladen, lægger den sig ved en positiv/negativ proces som et lag oven på kopihinden, der kan trækkes af (strippes) med f.eks. en pincet. Da arket efter indfarvningen med rød lak tilbageholder kopilys, kan man nu ”åbne” alle de ønskede områder på planen, således at de strippede ark fremtræder som negativer. De vendes til positivt billede og overføres til plasticark, hvor de enkelte arealkategorier fremtræder som positivt dækkede områder.
Der fremstilles sådanne ark for hver af de enkelte farver, som kortet skal trykkes i.

…
[Selve graveringen udføres] ved hjælp af instrumenter, der består af en føringsdel med en påmonteret safirnål eller stålstikkel, der i øvrigt findes i forskellige udformninger og skærebredder, svarende til det kort-element, der skal graveres. Ved gravering af de mere specielle signaturer styres stiklen ved hjælp af tynde skabeloner af fjederstål. Under graveringen [skal stiklen] skære helt ned gennem gravurehinden og høvle den af som en spån, hvorved den klare plasticbase frilægges. Det graverede ark fremtræder negativt, men kan ligesom stripping-arket vendes til et positivt billede ved en kopiproces. Fordelen ved gravering i forhold til tegning ligger i, at man får en meget randskarp, ren og ensartet streg, der tilmed kan holdes ensartet fra blad til blad. Dertil kommer en betydelig tidsgevinst under arbejdet og en kortere oplæringstid.

I modsætning til mange tilsvarende virksomheder i udlandet medvirkede de danske topografer på GI aktivt ved fremstilling af de færdige kort, hvilket gav en vigtig kontinuitet i fremstillingsprocessen.

### Færøerne
GtA opmålte i årene 1895-99 Færøerne, hvilket i 1901 resulterede i udgivelsen af 75 (’høje’) målebordsblade i målestok 1:20.000. I sommeren 1938 blev Færøerne rekognosceret af topografer fra GI, og i 1943 forelå resultatet i form af 53 nye (’lave’) målebordsblade.
I 1954 foretog GI en nymåling af det overordnede færøske geodætiske net, bl.a. vha. det da nyindkøbte geodimeter, som kunne måle trekantsider på over 10 km længde. De lange afstande gjorde det muligt at forenkle det færøske førsteordens triangulationsnet fra de oprindelige 58 stationer til 22. Der blev også indmålt et nyt datum, FD 1954 (Færøisk Datum), til fastlæggelse af det geodætiske havniveau. Ved denne nymåling kom Færøerne også til at indgå i det transatlantiske geodætiske HIRAN-net.
I 1970 blev der optaget luftfotos af Færøerne, og disse dannede, sammen med en rekognoscering i 1971, grundlag for en rettet udgave af de 53 målebordsblade.
I 1970-erne blev Færøerne indblandet i stridigheder med især briterne angående fiskerigrænser, og af hensyn til nøjagtig fastlæggelse af territorialgrænser blev det nødvendigt at sammenkæde det færøske datum med det internationale WGS72. Dette arbejde blev i 1976 udført vha. satellitgeodæsi og dopplermålinger, med GIs nyindkøbte dopplerinstrument.
Man fandt efterhånden, at det færøske grundkort var blevet forældet, både mht. kortenes nøjagtighed og navnestoffet, og GI iværksatte i 1982 fremstilling af et nyt grundkort. Dette blev fotogrammetrisk udtegnet ud fra luftfotos, først i sort-hvid, men senere i farve, som blev suppleret med rekognoscering i marken 1993-95.

### Island
Island var en del af kongeriget Danmark indtil 1918, hvor landet efter pres fra den islandske uafhængighedsbevægelse fik en aftale i stand med den danske regering, så Island fik sin egen regering og udstrakt selvstyre. Den 25-årige aftale udløb under den tyske besættelse af Danmark under Anden Verdenskrig, og i 1944 erklærede Island sig for selvstændigt.
I 1900 mens Island endnu var dansk påbegyndte GtA en egentlig opmåling af landet, til afløsning af de ret unøjagtige kort, som indtil da havde været til rådighed. Opmålingerne fortsatte frem til 1920, hvor de blev indstillet pga. pengemangel. Da var der udgivet kort over den sydlige og vestlige del af landet.
I 1930 genoptog det nyoprettede GI på anmodning fra den islandske regering opmålingsarbejdet. Geodæterne færdiggjorde førsteordens triangulationsnettet i midten af 1930-erne samtidig med, at topograferne fortsatte detailmålingen af kystområderne. I 1937 gav man sig i kast med den uvejsomme indre del af landet, som vha. luftfotos blev fotogrammetrisk udtegnet. Efter Anden Verdenskrig kunne man overrække det nye selvstændige Island en komplet kortlægning af landet, som bestod af
- 117 kvartblade i 1:50.000
- 87 atlasblade i 1:100.000
- 9 generalkort i 1:250.000

foruden diverse oversigtskort og 4 særkort over Reykjavik, Hafnarfjöður, Vestmannaeyer og Myvatn.
I somrene 1955 og 1956 udbyggede GI det islandske triangulationsnet med henblik på, at landet kunne indgå i det amerikansk-ledede arbejde med etablering af det geodætiske HIRAN-net, som forbandt Nordamerika og Europa.
I 1973 overdrog GI ophavsretten til sine kort til den islandske landmåling Landmælingar Íslands.

### Grønland
En af GIs første store opgaver var kortlægningen af Grønland, hvor der endnu i 1920-erne kun fandtes sporadiske og skitsemæssige kort, bl.a. som resultat af de mange danske og udenlandske ekspeditioner i dette store landområde. Den systematiske grønlandske kortlægning indledtes i 1927, hvor man indmålte en astronomisk station i Qornok i Godthåbsfjorden. Fra denne station oprettedes i de kommende år, afbrudt af Anden Verdenskrig, et førsteordens triangulationsnet, som i 1947 strakte sig fra Kullorsuaq (Djævelens Tommelfinger) i nord til Kap Farvel i syd. Fra 1949 og de følgende år blev nettet forlænget nordpå til Gammel Thule og op langs den grønlandske østkyst.
Detailopmåling med målebord af det uvejsomme terræn viste sig hurtigt uoverkommeligt, og sideløbende med oprettelsen af førsteordensnettet udførte man en systematisk luftfotografering, først af østkysten nogenlunde mellem Danmarkshavn i nord og Tasiilaq i syd (1932-33) og dernæst af Sydgrønland mellem Qeqertaarsuup Tunaa (Disko Bugt) på vestkysten og Tasiilaq på østkysten (1936-38). Foruden de overordnede triangulationsnet blev der på jorden indmålt såkaldte fotopunkter, som afmærkedes på de medbragte luftfotos, til brug for orientering af de to fotos i udtegningsapparatet. Faren for krig fik i 1939 GI til at aflyse aktiviteterne i Grønland, og først i 1947 blev luftfotograferingen genoptaget.
De kolossale arealer og flyvehøjden på 4 km gjorde det mange steder inde i landet umuligt at anvende lodoptagelser, hvor man fotograferer lodret ned mod jordoverfladen, og hér fotograferede man i stedet skråoptagelser ud mod horisonten, i linjer med 30–40 km afstand. På denne måde hændte det af og til, at man måtte kortlægge på op til 100 km afstand fra kameraet, svarende til at kortlægge Korsør ud fra luftfotos optaget i 4 km højde over København. I 1948 eksperimenteredes med luftfotografering fra 7 km højde fra B-17 bombefly, men man opgav forsøget pga. meget høje udgifter til brændstof.
Kortene blev udtegnet dels vha. Multiplex (lodoptagelser langs kysterne) og dels vha. stereoplanigraf (skråoptagelser). Fordelen ved skråoptagelser var selvfølgelig, at man på ét sæt fotos kunne udtegne et ret stort areal, men ulempen var så, at terrænet bag høje fjelde ikke kunne udtegnes fordi det var skjult. Dette terræn måtte så senere udtegnes vha. et andet sæt fotos, og her var det naturligvis spændende, om højdekurver og andre topografiske elementer passede sammen, når man tegnede videre på et kort vha. et nyt sæt fotos.

## Instrumenter og udstyr
Geodætisk Institut var en højteknologisk virksomhed, som i sit arbejde benyttede mange forskellige typer avanceret udstyr, ofte som de eneste i Danmark. Også i international målestok var teknologien avanceret, og instituttet byggede selv en del af sit udstyr.

### Geodæsi
Hildebrand teodolit: teodolit med horisontalkreds på 27 cm, brugt ved nymåling af 1. ordens triangulationsnettet 1928-34.
Invartråd: 24 m lange tråde fremstillet af en stål/nikkel-legering brugt ved nymåling af 1. ordens triangulationsnettet til opmåling af basislinjer, og kalibreret vha. lys-interferens efter metode udviklet i 1923 af den finske fysiker Yrjö Väisälä (1891-1971).
Bilbytårn: højt ståltårn, som opstilledes oven på et fikspunkt, når dette skulle indmåles; udviklet i 1926 af Jasper S. Bilby, ansat ved den amerikanske pendant til Geodætisk Institut, Coast and Geodetic Survey; bestod af et indre tårn, hvorpå instrumentet stilledes, og et ydre, hvorfra personale kunne betjene instrumentet, uden at udsætte det for vibrationer.
Gravimeter: apparat til måling af tyngdefeltets størrelse, hvor man måler forlængelsen af en fjeder, hvori et lod er ophængt; indført l 1930-erne til erstatning for pendulapparater, hvis målinger var temmelig tidskrævende; GI byggede først sit eget gravimeter, men anskaffede i 1941 et Askania gravimeter. I 1964 anskaffedes et søgravimeter, så man også kunne måle til havs.
Geodimeter: afstandsmåler baseret på laser-teknologi, hvormed afstande på op til 10–20 km kunne måles direkte, med stor nøjagtighed; GI anskaffede dette instrument i 1954, af typen NASM-1 Bergstrand.
Doppler-instrument: instrument til stedbestemmelse af en geodætisk station vha. satellitter; udnytter doppler-forskydningen af en frekvens udsendt fra en satellit som enten nærmer sig eller fjerner sig fra et punkt på jorden med bestemt hastighed; GI anskaffede i 1976 et sådant instrument, en JMR-1.

### Fotogrammetri
Målekamera: præcisionskamera brugt til optagelse af luftfotos, med nøjagtighed på den fotografiske film i størrelsesordenen en tusindedel mm; af hensyn til nøjagtigheden skulle den lysfølsomme film under optagelsen vha. vakuum være suget fast på kameraets negativplan; GtA indkøbte i 1922 4 sådanne kameraer, med 13 x 18 cm film, af det schweiziske firma Opticon; GI indkøbte i 1930-erne engelske Fairchild Eagle III kameraer med 14 x 14 cm film; efter Anden Verdenskrig gik man over til Eagle IX med 24 x 24 cm film, og i 1964 indkøbtes 2 stk. Zeiss RKM 1523, også med 24 x 24 cm film.
Perspektograf: apparat konstrueret i 1923 af oberst N.P. Johansen og finmekaniker Læssøe Møller i GtA, som kunne rette luftfotos med skrå kameraakse op til lodret.
Aerokartograf: verdens første fotogrammetriske udtegningsinstrument, fra firmaet Aerotopograf i Dresden, beregnet til lodfotos; indkøbt af GI i 1928 og i funktion til 1959, hvor dens funktion blev endeligt overtaget af stereoplanigrafen.
Multiplex: fotogrammetrisk udtegningsinstrument til lodfotos, baseret på amaglyf-princippet, hvor operatøren vha. briller med grønt venstre og rødt højre glas kiggede på et grønt venstre og et rødt højre luftfoto, og derved opnåede stereosyn; GI købte i 1942 et Zeiss Multiplex og i 1951-52 3 stk. Fairchild Multiplex.
Stereoplanigraf: fotogrammetrisk udtegningsinstrument, som både kunne udtegne fra lodfotos og fra skråfotos (universalinstrument), og hvor man som i aerokartografen, men i modsætning til Multiplex, betragtede stereomodellen gennem okularer; GIs første stereoplanigraf var en Zeiss C5 (pris omkring 1940 ca. 700.000 kr.), men senere brugtes også mærkerne Wild og Kern.

### Topografi og kartografi
Farveblyanter: brugtes især af topografer i marken; det tyske mærke Stabilo var det foretrukne.
Tuschpenne: til præcisionstegning på tegnestuen; især bruges mærket Rotring.
Cronaflex kalkepapir: gennemsigtig, målfast film, 'drafting film', fremstillet af DuPont.
Målemikroskop: brugt ved graverede kort, til kontrol; målenøjagtighed 1/50 mm.
Graverring: instrument til præcisionsgravering af kortelementer i gravure-teknik.

## Korttyper
Målebordsbladet i målestok 1:20.000, som blev introduceret af Generalstabens topografiske Afdeling, var også Geodætisk Instituts grundkort, og det var i produktion frem til 1950-erne, hvor det blev afløst af kort i målestok 1:25.000.
Målebordsblade i 1:20.000. I perioden 1864-1899 producerede Generalstabens topografiske Afdeling de høje målebordsblade, som fra 1901 blev erstattet af de lave målebordsblade, også kaldet atlasmålebordsblade. Efter afslutningen af nymålingen i Sønderjylland i 1938 var Danmark dækket af 835 af disse kort, som hver dækker et areal på 71 km2.
Atlasblade i 1:40.000. Hvert af de i alt 232 kortblade dækkede et område svarende til fire målebordsblade.
Generalstabskort i 1:100.000. Hvert af disse kort dækkede et område svarende til fire atlasblade, med overlap langs nord- og vestsiden. Serien blev påbegyndt i 1919.
4 cm-kort i 1:25.000. I alt 405 kortblade, som hver dækkede et areal på 160 km2.
2 cm-kort i 1:50.000. Hvert af de i alt 110 kortblade dækkede et område svarende til fire 4 cm-kort.
1 cm-kort i 1:100.000. Hvert af de i alt 33 blade dækkede et område svarende til fire 2 cm-kort.
| År      | Målestok    | Kort                                                                              |
| ------- | ----------- | --------------------------------------------------------------------------------- |
| 1928    | 1:320.000   | Danmark, automobilkort i 3 blade                                                  |
| 1928-33 | 1:100.000   | Danmark, bog I-III                                                                |
| 1929-30 | 1:150.000   | Danmark, færdselskort i 9 blade                                                   |
| 1929-32 | 1:5.000     | Danske Indsøer, 2 blade                                                           |
| 1929-32 | 1:10.000    | Danske Indsøer, 17 blade                                                          |
| 1929-32 | 1:100.000   | Sjælland                                                                          |
| 1930    | 1:250.000   | Island, særkort over Sydvestisland                                                |
| 1931    | 1:200.000   | Danmark, i bogform                                                                |
| 1931    | 1:10.000    | Århus og Omegn, 12 målebords-kvartblade                                           |
| 1931    | 1:750.000   | Danmark (1. udgave)                                                               |
| 1931    | 1:40.000    | Silkeborg og Omegn, turistkort                                                    |
| 1932    | 1:200.000   | Danmark, 10 blade og 6 udfyldningsblade                                           |
| 1932    | 1:200.000   | Færøerne, 1 blad                                                                  |
| 1932    | 1:100.000   | Færøerne, 4 blade                                                                 |
| 1932-34 | 1:20.000    | Nordsjælland, turistkort over udvalgte områder                                    |
| 1933    | flere       | 177 danske byer, gennemkørselskort i bogform                                      |
| 1933    | 1:15.000    | København og Omegn, turistkort                                                    |
| 1933-65 | 1:100.000   | Danmark, Vore Fortidsminder (i samarbejde med Nationalmuseet)                     |
| 1934    | 1:500.000   | Danmark (3. udgave)                                                               |
| 1934-46 | 1:250.000   | Island, i 9 blade                                                                 |
| 1935    | 1:15.000    | Centralkøbenhavn                                                                  |
| 1935    | 1:40.000    | Atlasblade over Danmark, påbegyndt ny udgave på 236 blade                         |
| 1936-46 | 1:250.000   | Grønland, 38 blade                                                                |
| 1937    | 1:5.000.000 | Grønland, oversigtskort                                                           |
| 1937    | 1:15.000    | Århus, turistkort                                                                 |
| 1938    | 1:500.000   | Danmark, kommune- og sognekort                                                    |
| 1939-41 | 1:150.000   | Danmark, Nyt Færdselskort i 10 blade                                              |
| 1940    | 1:4.000     | Søllerød Kommune, topografisk matrikelkort i 9 blade                              |
| 1941-43 | 1:20.000    | Færøerne, 53 målebordsblade                                                       |
| 1945    | flere       | Island, 4 kort                                                                    |
| 1947    | flere       | Danmark, Verdensdele, påbegyndt serie af undervisningskort                        |
| 1948-50 | flere       | Grønland, 16 kort over byer og udsteder                                           |
| 1948-64 | 1:50.000    | Grønland, udvalgte områder                                                        |
| 1950    | 1:300.000   | Danmark, i 4 blade                                                                |
| 1950    | 1:60.000    | Bornholm, turistkort                                                              |
| 1952-72 | 1:250.000   | Grønlands vestkyst, i 27 blade                                                    |
| 1953    | 1:17.500    | København og Omegn, turistkort                                                    |
| 1953    | 1:1.000.000 | Danmark, Grønland og Færøerne, ICAO-kort                                          |
| 1954    | 1:1.000.000 | Island, internationalt kort                                                       |
| 1956    | flere       | Genoptryk i offset af alle Videnskabernes Selskabs kort                           |
| 1956-65 | 1:100.000   | Danmark, 1 cm kort i 34 blade                                                     |
| 1957    | 1:1.000.000 | Island, ICAO-kort                                                                 |
| 1957    | 1:200.000   | Færøerne, ny udgave                                                               |
| 1957-69 | 1:25.000    | Vest- og Nordjylland, Samsø, 155 stk 4 cm kort (1. udgave)                        |
| 1958    | 1:17.500    | Århus, turistkort                                                                 |
| 1959    | 1:750.000   | Danmark, 2. udgave                                                                |
| 1959-70 | 1:50.000    | Vest- og (dele af) Nordjylland, Samsø, 42 stk 2 cm kort (1. udgave)               |
| 1961    | 1:500.000   | Danmark, 4. udgave                                                                |
| 1962    | 1:200.000   | Danmark, 12 blade og 3 udfyldningsblade, samt som bogkort                         |
| 1963    | 1:500.000   | Danmark, kommune- og sognekort, 2. udgave                                         |
| 1966    | 1:300.000   | Danmark i 4 blade                                                                 |
| 1966-67 | 1:250.000   | Sydgrønland, 9 blade                                                              |
| 1967-70 | 1:100.000   | Danmark, 4 særkort                                                                |
| 1968    | 1:2.000.000 | Grønland, skolevægkort                                                            |
| 1968-72 | 1:250.000   | Østgrønland, 5 blade                                                              |
| 1968-77 | 1:25.000    | Syd- og Østjylland, Fyn, Sjælland og Bornholm, 4 cm kort (1. udgave)              |
| 1969    | 1:500.000   | Danmark, med bikort over Færøerne og Grønland, 5. udgave                          |
| 1970    | 1:500.000   | Danmark, amts-, kommune- og sognekort                                             |
| 1970    | 1:750.000   | Danmark, oversigtskort, 3. udgave                                                 |
| 1971-77 | 1:50.000    | Syd- og Østjylland, Sjælland, 2 cm kort, 1. udgave                                |
| 1972-74 | 1:20.000    | Færøerne, rettet udgave                                                           |
| 1973    | 1:200.000   | Danmark, færdselskort i 4 blade                                                   |
| 1975    | 1:100.000   | Færøerne, 2 blade, ny udgave                                                      |
| 1975    | 1:50.000    | Fyn, sydlige Sjælland, Bornholm, Lolland og Falster, 26 stk 2 cm kort (1. udgave) |
| 1975    | 1:100.000   | Danmark, 1 cm kort, 4. udgave                                                     |
| 1977    | 1:25.000    | Bornholm, Lolland og Falster, 35 stk 4 cm kort, 1. udgave                         |

## Lokaler
Geodætisk Institut var de fleste af årene spredt på flere adresser i København. Ved oprettelsen fik instituttet til huse i det som gennem alle årene var hovedadressen, Proviantgården på Slotsholmen i København, hvor man overtog de lokaler som havde huset Den danske Gradmaaling og Generalstabens topografiske Afdeling. I 1976 overtog man den del af Proviantgården, som indtil da havde huset Den arnamagnæanske Samling, som flyttedes til Island. Teknisk Afdelings tegnestuer, kortproduktion og kortsalg var sammen med administrationsafdelingen placeret i Proviantgården indtil 1990.
Afdeling GA1 havde i mange år til huse i Nørre Farimagsgade 1, indtil man sammen med Seismisk Afdeling i 1974 flyttede til Gamlehave Allé 22 i Charlottenlund, hvor indtil da Danmarks Meteorologiske Institut havde haft til huse.
Afdeling GA2 holdt de fleste af årene til i en villa på Svanemøllevej 85 i Hellerup. Afdelingens værksted befandt sig i Buddinge Batteri i Søborg.
Topograferne, som om sommeren var spredt rundt om i landet, holdt om vinteren til i disse lokaler i København:
- Proviantgården (1928-1950)
- en barak på Artillerivej 49 (1950-1973)
- den tidligere Gernersgades Kaserne, Borgergade 111 på hjørnet af Borgergade og Gernersgade (1973-1990)[5][58][59]

Efter nedlæggelsen af GI og oprettelsen af Kort- og Matrikelstyrelsen i 1989 flyttede de geodætiske aktiviteter til Rentemestervej 8 på Nørrebro, hvor de stadig har til huse.

## Direktører
- 1928-1955: N.E. Nørlund
- 1955-1975: Einar Andersen[60]
- 1975-1988: Flemming Winblad[61]

## Eftertiden
1. januar 1989 blev Geodætisk Institut lagt sammen med Matrikeldirektoratet og Søkortarkivet og omdøbt til Kort & Matrikelstyrelsen (KMS), som i 2013 skiftede navn til Geodatastyrelsen. Denne blev 1. januar 2016 opdelt i to styrelser, nemlig den ny Geodatastyrelsen, som er placeret i Aalborg og står for ejendomsregistrering og søkortlægning, og Styrelsen for Dataforsyning og Effektivisering (SDFE), som blev placeret i de hidtidige lokaler på Rentemestervej i København og står for infrastrukturen for geografisk information, samt for de geodætiske referencenet. Sidstnævnte styrelse skiftede i 2022 navn til Styrelsen for Dataforsyning og Infrastruktur (SDFI), som i november 2023 flyttede til Sankt Kjelds Gård på Østerbro. I 2024 skiftede SDFI navn til Klimadatastyrelsen.